# Granspira
Granspira (Pedicularis sylvatica) är en växtart i familjen snyltrotsväxter. 
Blommorna är sneda (osymmetriska) genom att underläppen bildar ett från den högra till den vänstra sidan sluttande plan, så att blommans höger- och vänsterhalva inte är likformiga. Genom underläppens sneda läge måste i allmänhet de besökande insekterna (mest humlor) stå i sned ställning, lutande åt höger, så att de kan sticka in huvudet i överläppen, eftersom den är hoptryckt från sidan och öppningen är endast en smal, lodrät springa. 
Granspiran är i Sverige sällsynt och finns framför allt på fuktiga skogsängar i sydväst. I Norge går den längre mot norr, men huvudsakligen längs kusterna.